# Manoscritto Voynich

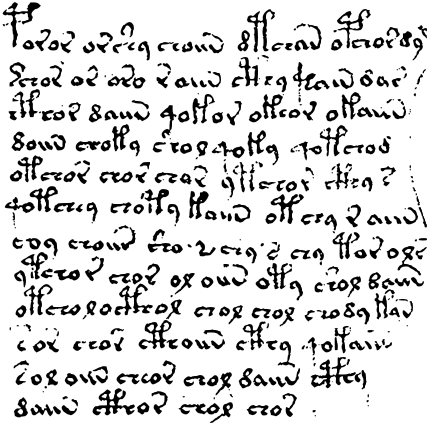
Estratto del manoscritto
(testo presente nel foglio 15v)

Il manoscritto Voynich è un codice illustrato risalente al XV secolo, tra il 1404 e 1438, scritto con un sistema di scrittura che non è stato ancora decifrato.
Il manoscritto contiene anche immagini di piante che non sono identificabili con alcun vegetale noto e l'idioma usato nel testo non appartiene ad alcun sistema alfabetico/linguistico conosciuto. È stato definito da più parti come «il libro più misterioso del mondo».
Il manoscritto è conservato presso la Biblioteca Beinecke di manoscritti e libri rari dell'Università Yale (Stati Uniti), dove reca il numero di inventario «Ms 408».

## Il ritrovamento

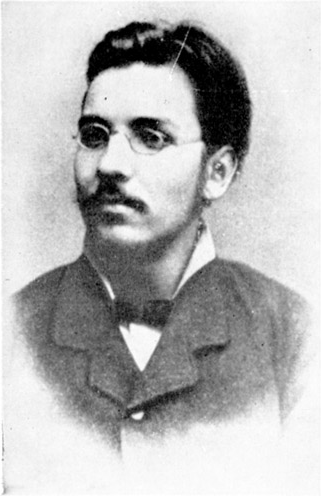
Wilfrid Voynich

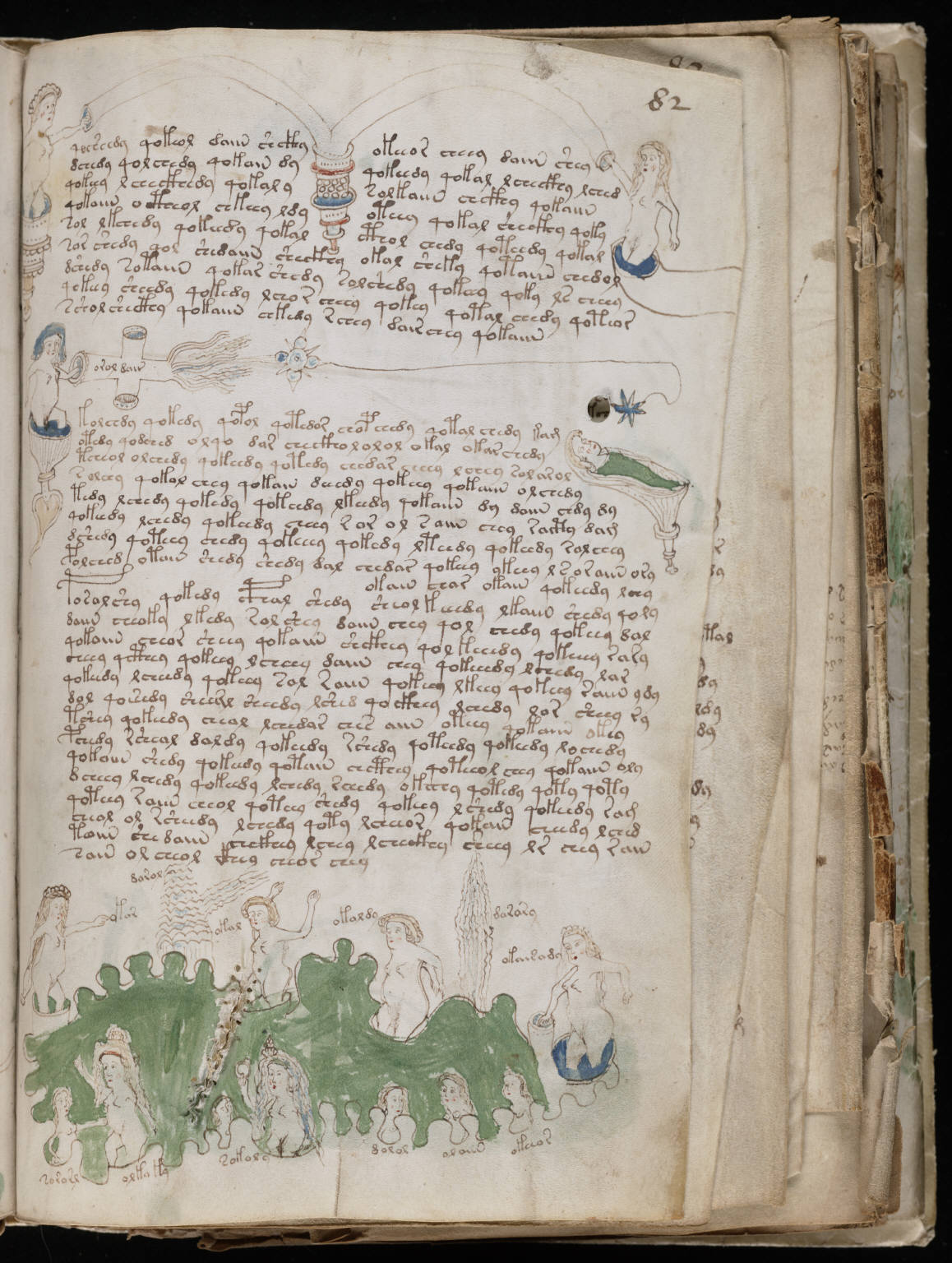
Alcune delle figure femminili della sezione biologica, f.82r

Il manoscritto Voynich deve il suo nome a Wilfrid Voynich, un mercante di libri rari di origini polacche, naturalizzato britannico, che lo acquistò dal collegio gesuita di Villa Mondragone, nei pressi di Frascati, nel 1912. Il contatto tra Voynich e i gesuiti fu padre Giuseppe Strickland (Joseph Strickland 1864-1915), religioso gesuita. Il suo Ordine aveva bisogno di fondi per restaurare la villa e vendette a Voynich trenta volumi della biblioteca, che era formata anche da una raccolta di volumi del Collegio Romano, trasportati al collegio di Mondragone insieme alla biblioteca generale dei Gesuiti per salvarli dagli espropri del nuovo Regno d'Italia. Tra questi libri vi era anche quello misterioso, di cui non si conosce l'origine.
Voynich rinvenne, all'interno del libro, una lettera di Jan Marek Marci (1595-1667), rettore dell'Università di Praga e medico reale di Rodolfo II di Boemia, con la quale egli inviava questo libro a Roma presso l'amico poligrafo Athanasius Kircher perché lo decifrasse. Voynich stesso affermò che lo scritto conteneva minuscole annotazioni in greco antico e datò il volume come originario del XIII secolo.
Nella lettera, recante l'intestazione «Praga, 19 agosto 1665» (o 1666), Marci affermava di aver ereditato il manoscritto medievale da un suo amico (che in seguito le ricerche riveleranno essere un non meglio noto alchimista di nome Georg Baresch), e che il suo precedente proprietario, l'imperatore Rodolfo II, l'aveva acquistato per 600 ducati (una cifra molto elevata), credendolo opera di Ruggero Bacone.
La proprietà del manoscritto passò da Voynich al noto commerciante ed esperto di libri antichi Hans P. Kraus, che lo donò all'Università Yale, la quale lo conserva nella Beinecke Rare Book and Manuscript Library, archiviato con il numero d'inventario "MS 408".

## Composizione e caratteristiche
La datazione al radiocarbonio, ottenuta dall'analisi della pergamena, ha stabilito con quasi totale certezza che il manoscritto sia stato redatto tra il 1404 e 1438. Il volume, scritto su pergamena di vitello, è di dimensioni piuttosto ridotte: 23,5 × 16,2 × 5 cm  (altezza, larghezza e spessore). Dalle due numerazioni, riportate sui margini, si evince che il manoscritto fosse formato da 116 fogli divisi in 20 fascicoli di diversa consistenza; tuttavia 14 fogli (numeri 12, da 59 a 64, 74, 91 e 92, 97 e 98, 109 e 110) mancano all'appello. Diversi fogli sono di dimensioni maggiori degli altri e ripiegati, risultando quindi composti da più di due pagine.

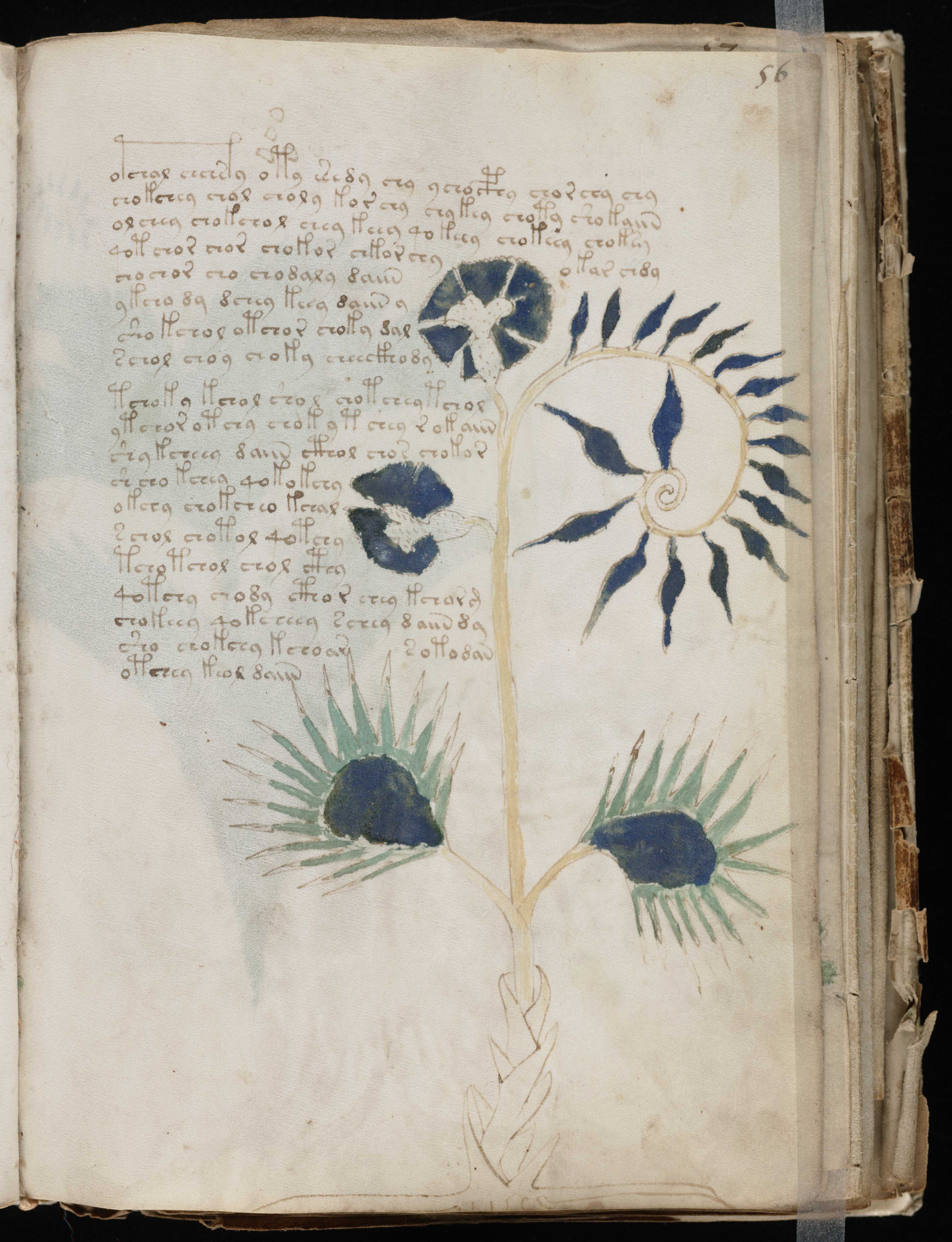
f.56r raffigurazione di una pianta

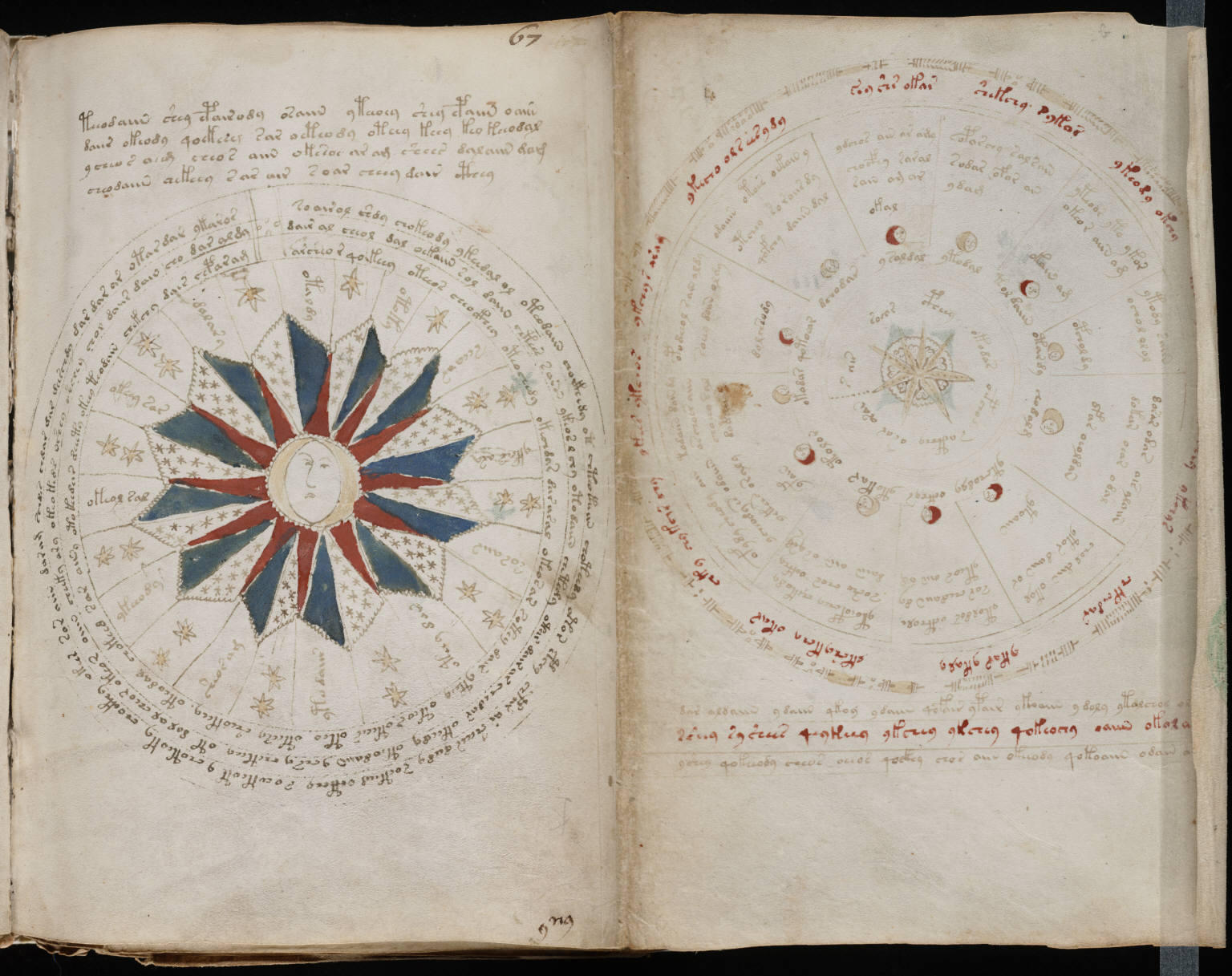
f.67r calendario dei dodici mesi e delle fasi lunari

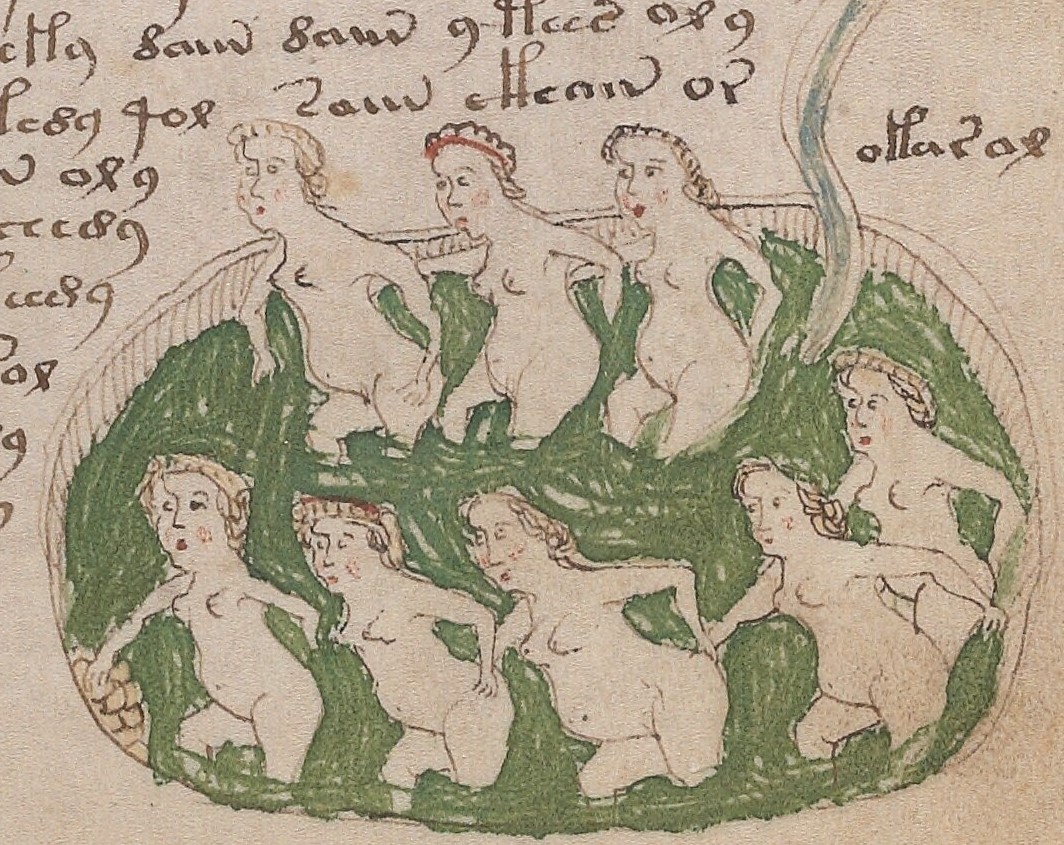
f.78r, particolare di una vasca termale

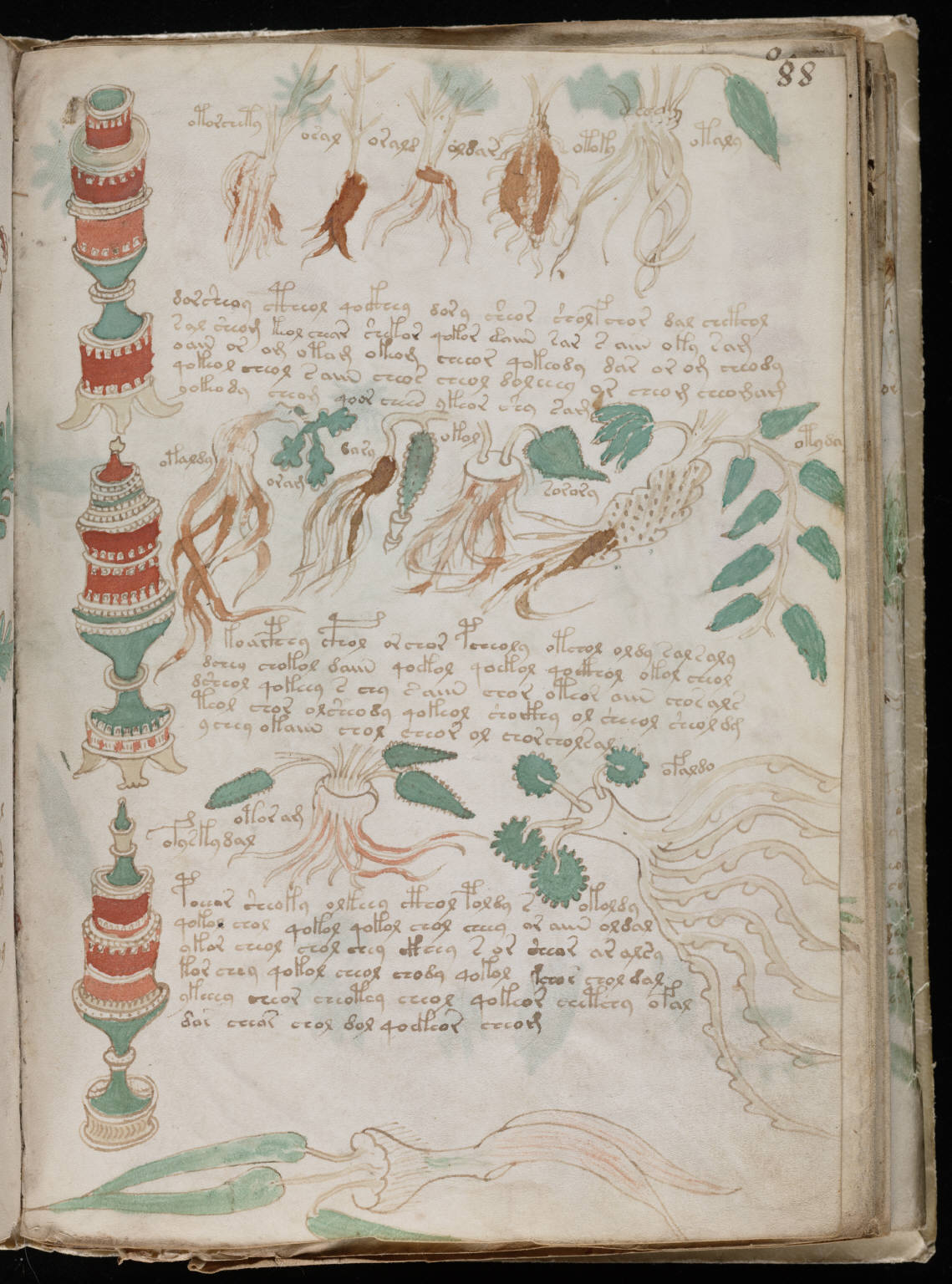
f.88r elenco radici

Fa da corredo al testo una notevole quantità di illustrazioni a colori, ritraenti i più svariati oggetti: proprio i disegni lasciano intravedere la natura del manoscritto, venendo di conseguenza scelti come punto di riferimento per la suddivisione dello stesso in diverse sezioni, a seconda del tema delle illustrazioni:
- Sezione I (fogli 1-66): chiamata botanica, contiene 113 disegni di piante sconosciute.
- Sezione II (fogli 67-73): chiamata astronomica o astrologica, presenta 25 diagrammi che sembrano richiamare delle stelle. Vi si riconoscono anche alcuni segni zodiacali. Anche in questo caso risulta alquanto arduo stabilire di cosa effettivamente tratti questa sezione.
- Sezione III (fogli 75-86): chiamata biologica, nomenclatura dovuta esclusivamente alla presenza di numerose figure femminili nude, sovente immerse fino al ginocchio in strane vasche intercomunicanti contenenti un liquido scuro.

Subito dopo questa sezione vi è un foglio ripiegato sei volte, raffigurante nove medaglioni con immagini di stelle o figure vagamente simili a cellule, raggiere di petali e fasci di tubi.
- Sezione IV (fogli 87-102): detta farmacologica, per via delle immagini di ampolle e fiale dalla forma analoga a quella dei contenitori presenti nelle antiche farmacie. In questa sezione vi sono anche disegni di piccole piante e radici, presumibilmente erbe medicinali.

L'ultima sezione del manoscritto Voynich comincia dal foglio 103 e prosegue sino alla fine. Vi figurano solo stelline a sette punte a sinistra delle righe e si crede si tratti di una sorta di indice.
Dato il contenuto e le illustrazioni si suppone sia un almanacco di medicina: questo perché le erbe, l'alchimia e le fonti termali erano molto importanti per la medicina medievale; la parte astrologica potrebbe essere un calendario riguardo al periodo migliore per coltivare le erbe o fornire una terapia.
Le illustrazioni sono considerevolmente diverse rispetto alle illustrazioni dei volumi di erbologia: non solo i disegni del manoscritto di Voynich sono stati realizzati peggio, ma non rappresentano alcuna pianta conosciuta. Si ha l'impressione che l'autore non fosse un professionista e che si sia basato su descrizioni sommarie di piante a lui sconosciute:  infatti alcuni disegni assomigliano vagamente a piante reali, solo realizzati in maniera errata.

## Controversie sulla datazione
Fino agli inizi del 2011 si è ipotizzato che il manoscritto fosse stato creato ad arte come falso nel XVI secolo, per perpetrare una truffa ai danni di Rodolfo II. Secondo tale ipotesi, il truffatore sarebbe stato l'astrologo mago e falsario inglese Edward Kelley aiutato dal brillante filosofo John Dee.
A confutare questa teoria è però sopravvenuta la datazione ottenuta mediante la tecnica del carbonio-14 nel febbraio 2011. Un gruppo di ricerca presso l'Arizona University è stato autorizzato ad asportare quattro piccoli campioni (1 millimetro per 6) dai margini di differenti pagine. A seguito di una datazione al radiocarbonio le pergamene parrebbero risalire ad animali morti tra il 1404 e il 1438, con il 95% di probabilità.

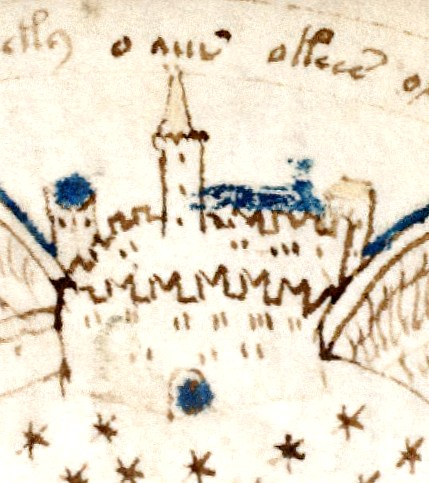
f.86r, dettaglio

Precedenti ipotesi collocavano la stesura del testo intorno agli inizi del XVII secolo, poiché un'analisi all'infrarosso aveva rivelato la presenza di una firma, successivamente cancellata, di Jacobi à Tepenecz, al secolo Jacobus Horcicki, morto nel 1622 e principale alchimista al servizio di Rodolfo II.
Inoltre poiché una delle piante raffigurate nella sezione botanica è quasi identica al comune girasole giunto in Europa all'indomani della scoperta dell'America e quindi successivamente al 1492, si è supposto che l'autore non potesse ancora conoscere tale pianta, quindi il libro sarebbe stato scritto solo successivamente a tale data.
Le recenti analisi dei pigmenti presenti nel testo, effettuate dai ricercatori della Yale, hanno rilevato affinità con quelli di altri manoscritti risalenti al XV secolo e medievali in genere.

## Analisi crittografiche
In molti, nel corso del tempo, hanno cercato di decifrare la lingua sconosciuta del manoscritto.
Il primo ad aver affermato di essere riuscito nell'impresa fu William Newbold, professore di filosofia medievale alla Università di Pennsylvania. Nel 1921 pubblicò un articolo in cui proponeva un elaborato e arbitrario procedimento con cui tradurre il testo, che sarebbe stato scritto in un latino "camuffato" addirittura da Ruggero Bacone. La conclusione a cui Newbold arrivò con la sua traduzione fu che già nel tardo Medioevo sarebbero state conosciute nozioni di astrofisica e biologia molecolare.
Negli anni quaranta i crittografi Joseph Martin Feely e Leonell C. Strong applicarono al documento dei sistemi di decifratura sostitutiva, cercando di ottenere un testo con caratteri latini in chiaro: il tentativo produsse un risultato che però non aveva alcun significato. Il manoscritto fu l'unico a resistere alle analisi degli esperti di crittografia della marina statunitense, che alla fine della guerra studiarono e analizzarono alcuni vecchi codici cifrati per mettere alla prova i nuovi sistemi di decodificazione. J.M. Feely pubblicò le sue deduzioni nel libro Roger Bacon's Cipher: The Right Key Found in cui, ancora una volta, attribuiva a Bacone la paternità del manoscritto.
Nel 1945 il professor William F. Friedman costituì a Washington un gruppo di studiosi, il First Voynich Manuscript Study Group (FSG). Egli optò per un approccio più metodico e oggettivo, nell'ambito del quale emerse la cospicua ripetitività del linguaggio del Voynich. Tuttavia, a prescindere dall'opinione maturatagli nel corso degli anni in merito all'artificialità di tale linguaggio, all'atto pratico la ricerca si risolse in un nulla di fatto: a niente servì infatti la trasposizione dei caratteri in segni convenzionali, che doveva fungere da punto di partenza per qualsiasi analisi successiva.
Il professor Robert Brumbaugh, docente di filosofia medievale a Yale, e l'informatico Gordon Rugg, in seguito a ricerche linguistiche, sposarono la teoria che vedrebbe il Voynich come un semplice espediente truffaldino, volto a sfruttare il successo che a quel tempo le opere esoteriche solevano riscuotere presso le corti europee.
Nel 1978 il filologo dilettante John Stojko credette di aver riconosciuto la lingua e affermò che si trattasse di ucraino, con le vocali rimosse. La traduzione però, pur avendo in alcuni passi un apparente senso (es.: Il Vuoto è ciò per cui combatte l'Occhio del Piccolo Dio), non corrispondeva ai disegni.
Nel 1987 il fisico Leo Levitov attribuì il testo a degli eretici Catari, pensando di averlo interpretato come un misto di diverse lingue medievali centroeuropee. Il testo tuttavia non presentava corrispondenze con la cultura catara e la traduzione aveva poco senso.
Uno studio compiuto nel 1976 da William Ralph Bennett, che ha applicato la casistica alle lettere e alle parole del testo, ha messo in luce non solo la ripetitività, ma anche la semplicità lessicale e la bassissima entropia: il linguaggio del Voynich, in definitiva, non solo si avvarrebbe di un vocabolario limitato, ma anche di una basilarità linguistica riscontrabile, tra le lingue moderne, solo nell'hawaiano. Il misterioso autore ha ripetuto gli stessi grafemi del testo più volte in sequenza, dando l'impressione di aver scritto il testo senza seguire una logica.

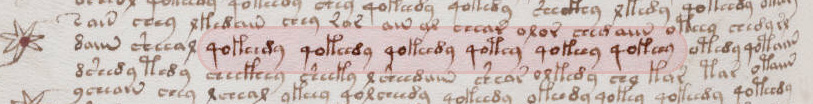
Dettaglio del manoscritto Voynich in cui sono evidenziate le numerose ripetizioni della stessa parola.

L'alfabeto non è ancora stato decifrato. Sono state riconosciute 19-28 probabili lettere, che non hanno nessun legame con gli alfabeti conosciuti. Si sospetta inoltre, che siano stati usati due alfabeti complementari ma non uguali e che il manoscritto sia stato redatto da più persone. Significativa in tal senso è poi l'assoluta mancanza di errori ortografici, cancellature o esitazioni, elementi costanti di qualunque manoscritto.

## Ipotesi

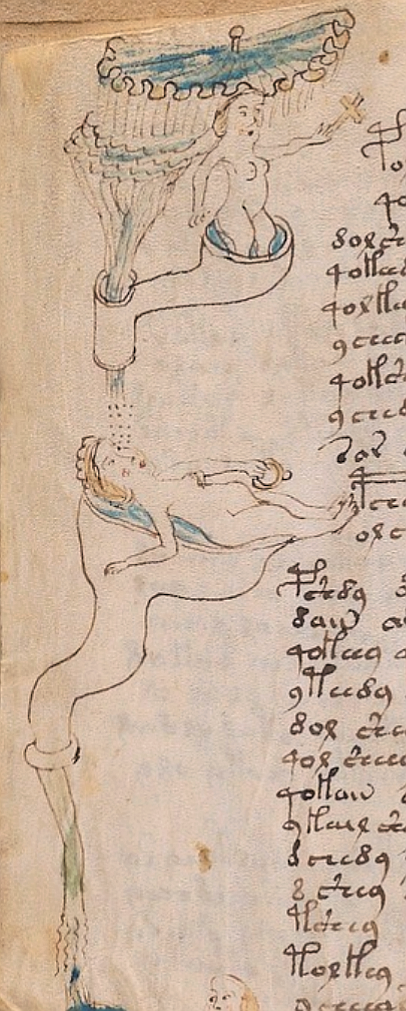
f.79v

Le parole contenute nel manoscritto presentano frequenti ripetizioni di sillabe. Ciò spinse due studiosi (William Friedman e John Tiltman) a ipotizzare che fosse scritto in una lingua filosofica, ossia in una lingua artificiale in cui ogni parola è composta da un insieme di lettere o sillabe che rimandano a una divisione dell'essere in categorie.
L'esempio più noto di lingua artificiale è l'idioma analitico di John Wilkins, anche grazie all'omonimo racconto di Borges. In questa lingua, tutti gli enti sono catalogati in 40 categorie, suddivise in sotto categorie, e a ognuna è associata una sillaba o una lettera: in questo modo, se la classe generale dei colori è indicata con 'robo-', allora il rosso si chiamerà 'roboc', il giallo 'robof', e così via.
Questa ipotesi spiegherebbe la ripetizione di sillabe, ma nessuno è riuscito a dare un senso razionale ai prefissi e ai suffissi usati nel Voynich. Inoltre, le prime lingue filosofiche sembrano risalire a epoche successive alla probabile compilazione del manoscritto. A quest'ultimo proposito è però facile obiettare che l'idea generale di lingua filosofica sia tutto sommato semplice e potesse preesistere.
Un'ipotesi contraria, molto più azzardata, è che sia stata proprio la visione del manoscritto a suggerire la possibilità di una lingua artificiale. Certo è che Jan Marek Marci era in contatto con Juan Caramuel y Lobkowitz, il cui libro 'Grammatica Audax' costituì l'ispirazione per l'idioma analitico di Wilkins.
È stata avanzata un'ipotesi, che chiarirebbe il motivo dell'inspiegabilità del testo e della sua resistenza a qualsiasi tentativo di decifrazione: Gordon Rugg nel 2003 ha individuato un metodo che potrebbe essere stato seguito dagli ipotetici autori per produrre "rumore casuale" in forma di sillabe. Questo metodo, realizzabile anche con strumenti del 1600, spiegherebbe la ripetitività delle sillabe e delle parole, l'assenza delle strutture tipiche della scrittura casuale e renderebbe credibile l'ipotesi che il testo sia un falso rinascimentale creato ad arte per truffare qualche studioso o sovrano.
Già in passato lo studioso Jorge Stolfi dell'Università di Campinas (Brasile) aveva proposto l'ipotesi che il testo fosse stato composto mischiando sillabe casuali da tabelle di caratteri. Questo avrebbe spiegato le regolarità e le ripetizioni, ma non l'assenza di altre strutture di ripetizione, ad esempio le lettere doppie ravvicinate. Rugg partì dall'idea che il testo fosse stato composto con metodi combinatori noti negli anni tra il 1400 e il 1600: uno di questi metodi, che attirò la sua attenzione, fu quello della cosiddetta griglia di Cardano, creata da Girolamo Cardano nel 1550.
Il metodo consiste nel sovrapporre a una tabella di caratteri o a un testo una seconda griglia, con solo alcune caselle ritagliate in modo da permettere di leggere la tabella inferiore. La sovrapposizione oscura le parti superflue del testo, lasciando visibile il messaggio. Rugg ha ricondotto il metodo di creazione a una griglia di 36×40 caselle, a cui viene sovrapposta una maschera con 3 fori, che compongono i tre elementi della parola (prefisso, centrale e suffisso). Il metodo, molto semplice da usare, avrebbe permesso all'anonimo di realizzare il testo molto rapidamente partendo da una singola griglia piazzata in diverse posizioni. Questo ha rimosso il principale dubbio correlato alla teoria del falso, cioè che un testo di tali proporzioni con caratteristiche sintattiche simili sarebbe stato molto difficile da realizzare senza un metodo di questo tipo.
Rugg ha ottenuto alcune "regole base" del Voynichese, riconducibili a caratteristiche della tabella usata dall'autore: ad esempio la tabella originale aveva probabilmente le sillabe sul lato destro più lunghe, cosa che si riflette nella maggiore dimensione dei prefissi rispetto alle altre sillabe. Rugg ha tentato anche di capire se ci fosse un messaggio segreto codificato nel testo, ma ha successivamente escluso questa ipotesi ritenendo che la griglia sia servita non per codificare, ma per comporre il testo.
Ricerche storiche seguenti a questo studio hanno attribuito a John Dee e a Edward Kelley il testo. Il primo, studioso dell'età elisabettiana, avrebbe introdotto il secondo (noto falsario) alla corte di Rodolfo II intorno al 1580. Kelley era mago, oltre che truffatore, quindi ben conosceva i trucchi matematici di Cardano, e avrebbe realizzato il testo per ottenere una cospicua cifra o favori dal sovrano. Tale teoria si scontra però con la datazione al carbonio 14, che data il manoscritto quasi due secoli prima.
Secondo una ricerca del 2012, a cura di National Geographic, il manoscritto sarebbe opera di Antonio Averlino, detto il Filarete, a scopo di spionaggio industriale ai danni della Serenissima e a favore della Sublime porta.
Due ricercatori romani, Roberto Volterri e Bruno Ferrante, hanno sostenuto nel 2014 che il Manoscritto Voynich contenga indicazioni per praticare cure idroterapiche (parte Medica) in determinate configurazioni astrali (parte Astronomica) e con l'impiego di determinate erbe (parte Botanica).
Nel febbraio del 2014 Stephen Bax, professore di linguistica all'Università del Bedfordshire, ha pubblicato i risultati della sua ricerca in cui propone la decodifica provvisoria di circa dieci parole, nomi propri di piante e della costellazione del Toro, e quindi di quattordici dei simboli dell'alfabeto o alfasillabario del manoscritto. L'approccio è stato quello di partire dalle illustrazioni della parte erboristica e astronomica. Sono così stati identificati i possibili nomi di piante come l'Elleboro, KA/ə/UR, (Kaur è il nome della pianta nel Kashmir), la centaurea, KNT/ə/IR, e della costellazione del Toro, taərn. L'opinione di Bax è che il manoscritto non sia cifrato e nemmeno privo di senso com'è stato ipotizzato, ma probabilmente un testo prodotto nell'area del Caucaso, Asia centrale o Medio Oriente cristiano, scritto in una lingua o dialetto estinto, con un proprio alfabeto, anch'esso scomparso. A sostegno della sua tesi, Bax cita l'esempio dell'alfabeto glagolitico, creato dai santi Cirillo e Metodio per le esigenze fonetiche dell'antico slavo, sostituito poi dal cirillico, e che è a noi intelligibile perché sopravvive nella liturgia della Chiesa della Croazia.
Nel 2018 ricercatori turchi hanno dichiarato di aver decifrato e tradotto una parte del manoscritto, partendo dall'ipotesi che si tratti non tanto di una lingua scritta, quanto di una traslitterazione fonetica della parola. Secondo Ahmet Ardıç, ingegnere elettrico e studioso della lingua turca, quella del manoscritto Voynich è una rielaborazione del turco antico. Ardıç notò nel manoscritto uno schema strutturale delle parole corrispondente a quello della lingua turca. Gli studiosi hanno reso noto ed esplicitato dettagliatamente con un video le loro ipotesi, mentre un documento ufficiale è stato presentato a un giornale accademico della Johns Hopkins University.
A maggio del 2019 Gerard Cheshire, dell'università britannica di Bristol, ha pubblicato una ricerca sulla rivista Romance Studies nella quale sostiene di essere riuscito a decifrarlo. Dalla ricerca, controversa e criticata da numerosi medievalisti, è emerso che il manoscritto sarebbe una sorta di enciclopedia illustrata contenente ricette con rimedi erboristici, terapie mediche, letture di astrologia su amore, mente e riproduzione, secondo le credenze dell'epoca storica in cui fu redatto e addirittura il resoconto di un salvataggio in mare dei sopravvissuti di un'eruzione vulcanica avvenuta nel 1444. L'opera sarebbe da attribuire a monache domenicane che la realizzarono per la regina di Aragona, Maria di Castiglia.
Nel 2022 lo studioso Fletcher Crowe afferma che si tratterrebbe di un documento scritto in arabo e commissionato da Alfonso V d'Aragona.
Nel 2023 la filologa Eleonora Matarrese afferma di averlo decifrato. Sarebbe scritto in un dialetto medio tedesco ancora oggi parlato a Timau/Tischlbong nella Carnia, in Provincia di Udine. L'iconografia sarebbe attinente al mondo germanico, con topoi particolareggiati e influssi della vicina Slovenia.
Nel 2024 Keagan Brewer, ricercatore presso la Macquarie University, in Australia, pubblica uno studio dove ipotizza che il manoscritto possa contenere informazioni sul sesso e sul concepimento, motivo per il quale il manoscritto è stato reso praticamente indecifrabile dai suoi molteplici autori.